# Yaletown

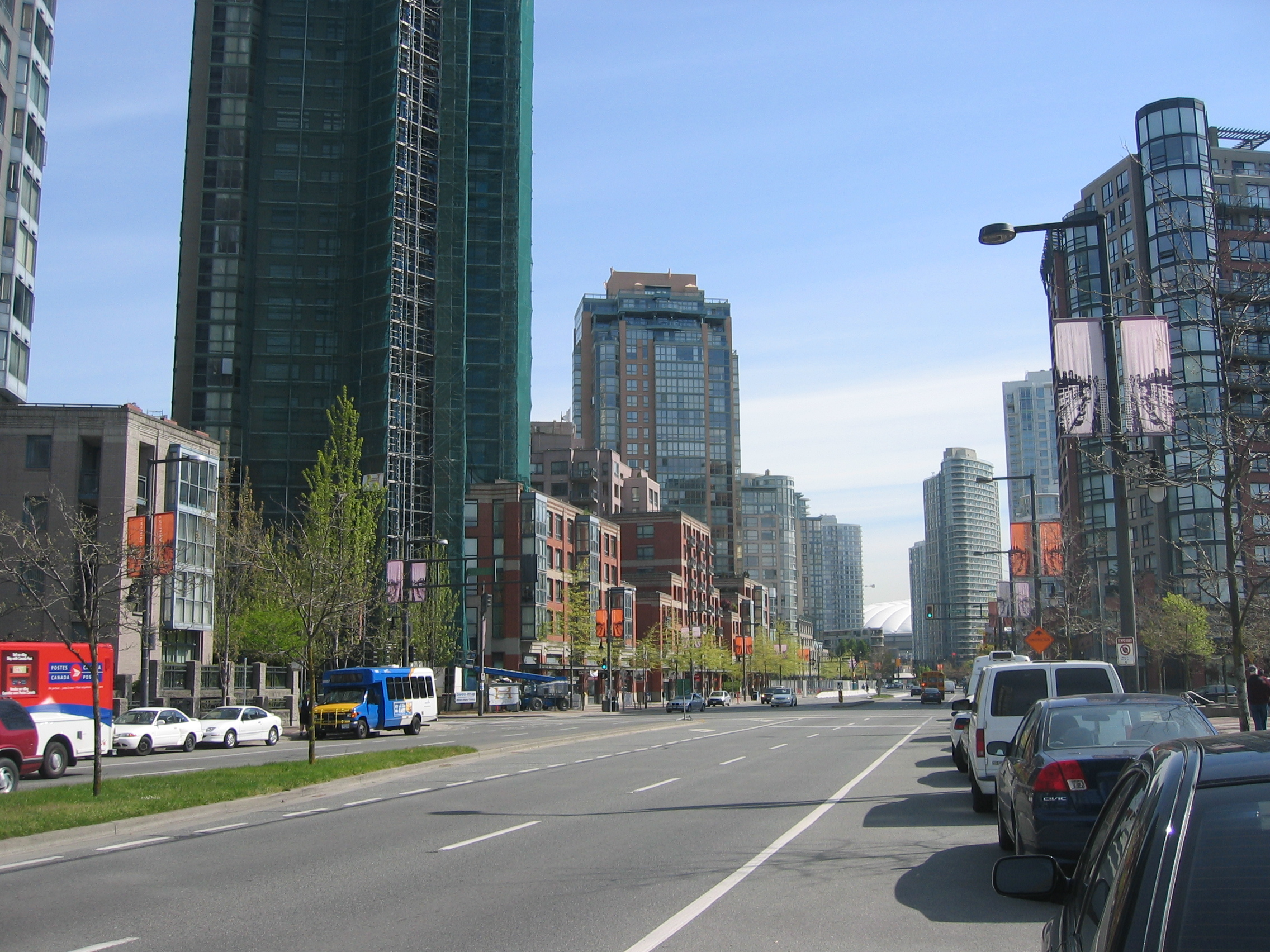
Pacific Boulevard, uma das maiores ruas de Yaletown

Yaletown é uma região do centro de Vancouver. Uma área industrial no passado, dominada por armazéns e ferrovias, foi transformada num dos bairros com maior densidade da cidade a partir do Expo 86.

## História
Assim como grande parte de Vancouver, a Canadian Pacific Railway teve grande influência na formação de Yaletown. Na década de 1980, a linha atingiu Yale, então uma grande cidade e antigo centro da Febre do ouro do Fraser; localizada 240 km a leste, Yale serviu como local de conserto da empresa, recebendo uma população considerável de trabalhadores ferroviários. Quando a linha foi estendida para Vancouver, os tais residentes de Yale seguiram para a cidade, se estabelecendo em casas modestas perto da região que logo foi chamada Yaletown.
Com o passar dos anos, a proximidade ao False Creek e a linha de trem trouxe grande industrialização à região. Muitas fábricas, construtoras de ferrovias e armazéns foram construídos, muitos deles existentes atualmente. Com um grande aumento da demanda de residências no século XX, a cidade chegou a região. Após a Expo 86, que aconteceu numa área anteriormente industrial, toda a região foi remodelada para o desenvolvimento residencial. Foi vendida para Li Ka-Shing, começando então um processo que continua até hoje.